# أحمد ديميرجان
أحمد مصباح ديميرجان ( بالتركية Ahmet Misbah Demircan ) ( من مواليد 1967 ؛ قاسم باشا في تركيا ) هو سياسي تركي وعمدة بيوغلو السابق ونائب وزير الثقافة والسياحة الحالي. 

## الحياة الشخصية
أكمل تعليمه الابتدائي في مدرسة بيالي باشا الابتدائية وتابع تعليمه في مدرسة كمال شاغلار الثانوية وتخرج من كلية الإلهيات من جامعة مرمرة ولديه 8 إخوة
ولد في قاسم باشا عام 1967 ولا يزال يقيم في هذه المنطقة. لديه ثمانية أشقاء وأصله من قرية Sütlüce في مقاطعة ريزة .
ويشغل حالياً منصب نائب وزير الثقافة والسياحة ، ويتحدث اللغتين العربية والإنجليزية وهو متزوج ولديه 3 أبناء